# Érize-la-Grande
Érize-la-Grande is een plaats in het kanton Bar-le-Duc-1 en voormalige gemeente in het Franse departement Meuse in de regio Grand Est.

## Geschiedenis
Op 1 januari 1973 gingen Érize-la-Grande en Rosnes op in de gemeente Raival. De voormalige gemeentes kregen de status van commune associée.

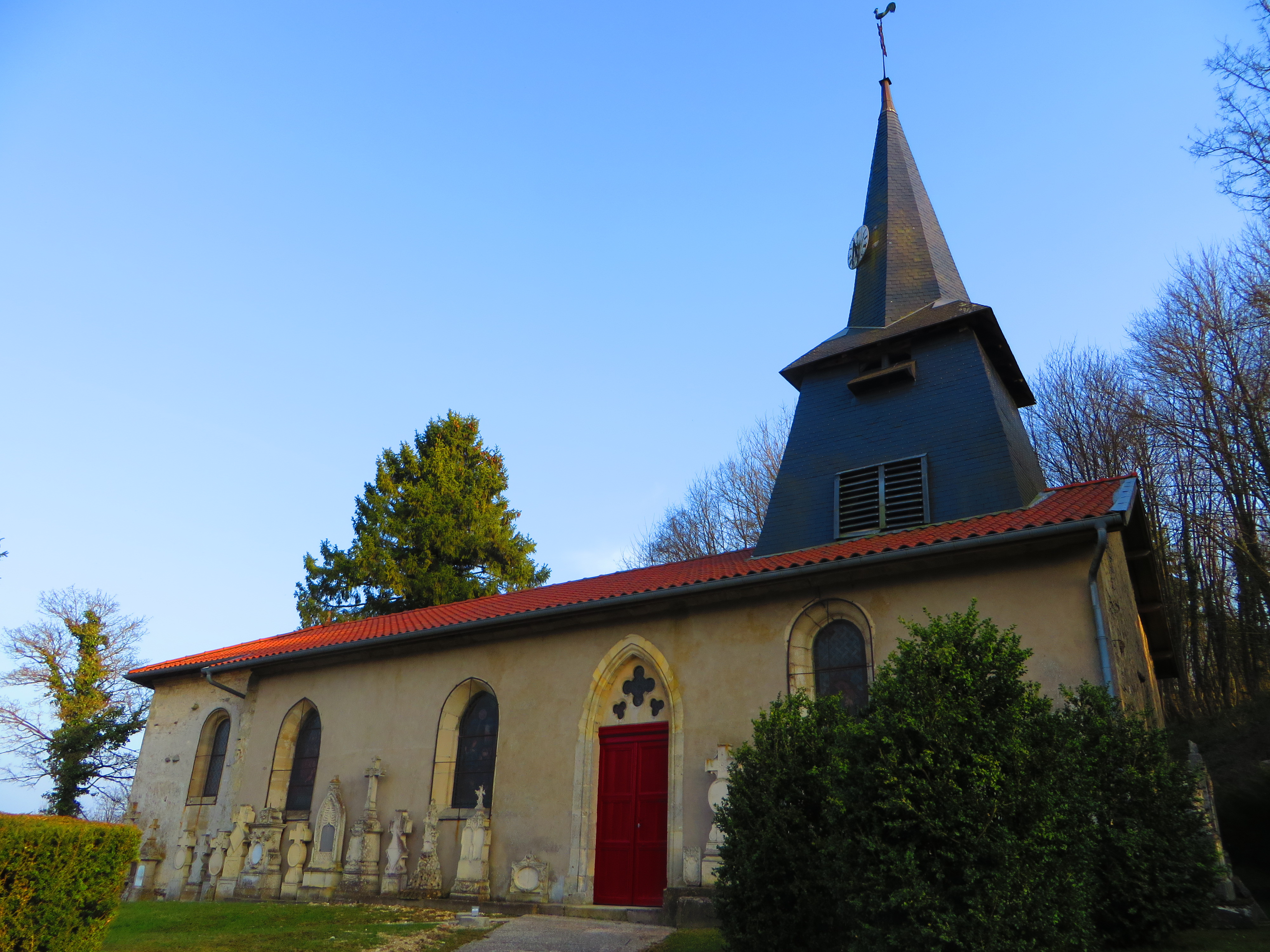
De kerk van Érize-la-Grande